# Karlöfjärden
Karlöfjärden (finska: Miessaarenselkä}) är en fjärd i Finland. Den ligger i Esbo i landskapet Nyland, i den södra delen av landet, 9 km väster om huvudstaden Helsingfors.